# كاسبار هيرمان هوسمان
كاسبار هيرمان هوسمان (بالنرويجية البوكمول: Casper Herman Hausmann)‏ (بالدنماركية: Caspar Herman Hausmann)‏ هو شخصية أعمال وضابط دنماركي ونرويجي، ولد في 10 يناير 1653 في Segeberg ‏ في ألمانيا، وتوفي في 1718 في كريستيانية في النرويج.